# 暁町 (瀬戸市)
暁町（あかつきちょう）は、愛知県瀬戸市水野連区の町名。丁番を持たない単独町名である。

## 地理
- 瀬戸市中央部に位置する[8]。西を上水野町、北を穴田町、東を品野町、南を紺屋田町・東印所町・西印所町・上陣屋町と隣接している。
- 丘陵地帯[8]。東は八床鉱山、南は陣屋から印所に続く粘土・珪砂鉱山地帯になっている[8]。
- 東部の県道沿いの丘陵は、愛知県企業庁の暁地区工業団地造成地である[8]。

### 河川
- 数成川（水野川支流） ： 町の北端部、穴田町との境界付近を西流している。
- 釜ケ洞川（数成川支流） ： 町の西部を西流している。

- 数成川（暁町・穴田町境)
- 釜ヶ洞川（暁町内)

### 池沼
- 数成上池 ： 町の北部にある。
- 数成下池 ： 町の北部にある。

- 数成上池

### 学区
市立小・中学校に通う場合、学区は以下の通りとなる。また、公立高等学校普通科に通う場合の学区は以下の通りとなる。
| 番・番地等 | 小学校             | 中学校             | 高等学校 |
| ---------- | ------------------ | ------------------ | -------- |
| 全域       | 瀬戸市立水野小学校 | 瀬戸市立水野中学校 | 尾張学区 |

## 歴史

### 沿革
- 1964年（昭和39年）10月1日 - 瀬戸市大字上水野字釜ノ洞の一部により、同市暁町として成立[2]。
- 1983年（昭和58年） - 暁地区工業団地の造成工事が開始[11]。この事業により、古墳3基の存在が明らかとなる[11]。
- 1981年（昭和56年）6月6日 - 町域の一部が穴田町に編入される[12]。
- 1984年（昭和59年）5月1日 - 町域の一部が穴田町に編入される[13]。

## 世帯数と人口
2024年（令和6年）1月1日現在の世帯数と人口は以下の通りである。
| 町丁 | 世帯数 | 人口 |
| ---- | ------ | ---- |
| 暁町 | 1世帯  | 1人  |

### 人口の変遷
国勢調査による人口の推移。
| 1995年（平成7年）  | 0人 | [ 14 ] |  |
| 2000年（平成12年） | 0人 | [ 15 ] |  |
| 2005年（平成17年） | 0人 | [ 16 ] |  |
| 2010年（平成22年） | 0人 | [ 17 ] |  |
| 2015年（平成27年） | 0人 | [ 18 ] |  |
| 2020年（令和2年）  | 1人 | [ 19 ] |  |

### 世帯数の変遷
国勢調査による世帯数の推移。
| 1995年（平成7年）  | 0世帯 | [ 14 ] |  |
| 2000年（平成12年） | 0世帯 | [ 15 ] |  |
| 2005年（平成17年） | 0世帯 | [ 16 ] |  |
| 2010年（平成22年） | 0世帯 | [ 17 ] |  |
| 2015年（平成27年） | 0世帯 | [ 18 ] |  |
| 2020年（令和2年）  | 1世帯 | [ 19 ] |  |

## 交通

### 鉄道
町内に鉄道は走っていない。最寄り駅は名鉄瀬戸線尾張瀬戸駅、または愛知環状鉄道・愛知環状鉄道線中水野駅になる。

### バス
町内にバスは走っていない。最寄りのバス停は、 名鉄バス「水野循環線」【20】【21】【22】【23】系統の瀬戸水野郵便局バス停 、または、瀬戸市コミュニティバス「上半田川線」の道の駅しなのバス停になる。

### 道路
- 愛知県道207号定光寺山脇線 ： 町の西端、上水野町との町境を南北に通る。
- 愛知県道210号中水野品野線 ： 町の北東端、穴田町との町境を東西に通る。

## 施設
- あかつきキッズランド ： 2017年（平成29年）設立[20]。富士特殊紙業株式会社内に設置された企業主導型保育所[21]。定員は30名で、トットメイトが運営している[21]。
- 河村電器産業本社・暁工場 ： 1992年（平成4年）1月に暁工場（当時は暁第一工場）が、11月に本社が竣工する[22]。以前は、暁第三工場もあったが、2015年(平成27年）に本地地区に移転している[23]。
- 朝日インテックグローバル 本社 ： 1991年（平成3年）に、瀬戸メディカル工場として開設[24]。2018年（平成28年）に新社屋が完成し、本社機能を移転させる[25]。
- オプトン 本社・暁工場 ： 1963年（昭和38年）創業[26]。オプトメカトロニクス応用製品、特注機の開発・製造・販売を行っており、2007年（平成19年）に、愛知県より愛知ブランド企業に認定される[26]
- 星野楽器 暁工場 ： 1988年（昭和63年）に、当時は星野楽器製造株式会社の工場として竣工[27]。ドラムの設計開発、企画・仕入、販売企画などを行っている[28]。
- 品野セラミックタイル 暁工場 ： 1988年に生産開始[29]。床・壁タイルの製造を行っている[29]。
- リンナイ 暁工場 ： 1号棟は2013年（平成25年）に、2・3号棟は2017年（平成29年）に竣工[30]。ハイブリッド給湯・暖房システム等の生産を行っている[30][注釈 3]。

- あかつきキッズランド
- 河村電器産業 本社
- 朝日インテックグローバル 本社
- オプトン 本社
- 星野楽器 暁工場
- 品野セラミックタイル試験研究所
- リンナイ 暁工場

## その他

### 日本郵便
- 郵便番号 : 489-0071[6]（集配局：瀬戸郵便局[31]）。